# Xiphidiopsis denticuloides
Xiphidiopsis denticuloides är en insektsart som beskrevs av Kevan, D.K.M. och Xingbao Jin 1993. Xiphidiopsis denticuloides ingår i släktet Xiphidiopsis och familjen vårtbitare. Inga underarter finns listade i Catalogue of Life.